# Kwalificatiefase voor het hoofdtoernooi van de UEFA Europa League 2022/23
De kwalificatiefase voor het hoofdtoernooi van de UEFA Europa League 2022/23 begon op 4 augustus en eindigde op 25 augustus 2022. In totaal namen 27 teams deel aan de kwalificatiefase.

## Data
Alle lotingen vonden plaats in het UEFA hoofdkantoor in Nyon, Zwitserland.
| Fase         | Ronde                   | Datum loting    | Heenwedstrijd    | Terugwedstrijd   |
| ------------ | ----------------------- | --------------- | ---------------- | ---------------- |
| Kwalificatie | Derde kwalificatieronde | 18 juli 2022    | 4 augustus 2022  | 11 augustus 2022 |
| Play-off     | Play-offronde           | 1 augustus 2022 | 18 augustus 2022 | 25 augustus 2022 |

## Instroming per ronde
In onderstaande lijst is te zien welk land wanneer instroomde en met hoeveel teams het deelnam.
|                          |                           | Teams nieuw deze ronde:               | Teams van de vorige ronde:                                                  | Teams vanuit de Champions League:                                                           |
| ------------------------ | ------------------------- | ------------------------------------- | --------------------------------------------------------------------------- | ------------------------------------------------------------------------------------------- |
| Derde kwalificatieronde  | Kampioenen (10 teams)     |                                       |                                                                             | - 10 verliezers vanuit de tweede kwalificatieronde (Kampioenen) van de Champions League     |
| Derde kwalificatieronde  | Niet-kampioenen (4 teams) | - 2 bekerwinnaars van de landen 16–17 |                                                                             | - 2 verliezers vanuit de tweede kwalificatieronde (Niet-kampioenen) van de Champions League |
| Play-offronde (20 teams) | Play-offronde (20 teams)  | - 7 bekerwinnaars van de landen 9–15  | - 7 winnaars van de derde kwalificatieronde (Kampioenen en Niet-kampioenen) | - 6 verliezers vanuit de derde kwalificatieronde (Kampioenen) van de Champions League       |

## Deelnemende clubs
Onderstaande tabel geeft alle deelnemende clubs weer. Ook toont het in welke ronde de club van start ging en in welke ronde het werd uitgeschakeld.
| Kampioenen | NK Maribor 1.1 | 14.000 | Olympiakos Piraeus 1.1 | 41.000 |
| Kampioenen | Slovan Bratislava 1.1                                                                                               | 13.000 | KAA Gent 2             | 27.500 |
| Kampioenen | F91 Dudelange 1.1                                                                                                   | 08.500 | Malmö FF 1.1           | 23.500 |
| Kampioenen | Linfield FC 1.1 | 07.000 | PFK Loedogorets 2.1    | 23.000 |
| Kampioenen | KF Shkupi 1.1 | 04.500 | Sheriff Tiraspol 2.1   | 22.500 |
| | |        |                        |        |
| Niet-kampioenen | FK Partizan 1 | 24.500 | Ferencváros 2.1        | 15.500 |
| Niet-kampioenen | 1. FC Slovácko 1 | 05.560 | Fenerbahçe SK 1.2      | 14.500 |
| | |        |                        |        |
| | |        | Apollon Limasol 2.1    | 14.000 |
| HJK Helsinki 1.1 | 08.500 |        |                        |        |
| FK Žalgiris 2.1 | 08.000 |        |                        |        |
| Austria Wien 2 | 07.770 |        |                        |        |
| AEK Larnaca 1.2 | 07.500 |        |                        |        |
| Heart of Midlothian 2 | 07.380 |        |                        |        |
| Omonia Nicosia 2 | 07.000 |        |                        |        |
| Shamrock Rovers 1.1 | 07.000 |        |                        |        |
| FC Zürich 1.1 | 07.000 |        |                        |        |
| Sivasspor 2 | 06.500 |        |                        |        |
| SK Dnipro-1 2 | 06.360 |        |                        |        |
| Silkeborg IF 2 | 05.435 |        |                        |        |
| Pjoenik Jerevan 2.1 | 04.250 |        |                        |        |
| | |        |                        |        |
| \| Legenda \| \| \| Symbool/kleur \| \| \| 1 \| Ingestroomd in de derde kwalificatieronde \| \| 1.1 \| Ingestroomd in de derde kwalificatieronde via de tweede kwalificatieronde van de Champions League (kampioenen) \| \| 1.2 \| Ingestroomd in de derde kwalificatieronde via de tweede kwalificatieronde van de Champions League (niet-kampioenen) \| \| 2 \| Ingestroomd in de play-offronde \| \| 2.1 \| Ingestroomd in de play-offronde via de derde kwalificatieronde van de Champions League (kampioenen) \| \| \| Door naar het hoofdtoernooi van de Europa League \| \| \| Door naar het hoofdtoernooi van de Conference League \| | |        |                        |        |
| Legenda | |        |                        |        |
| Symbool/kleur | |        |                        |        |
| 1 | Ingestroomd in de derde kwalificatieronde                                                                           |        |                        |        |
| 1.1 | Ingestroomd in de derde kwalificatieronde via de tweede kwalificatieronde van de Champions League (kampioenen)      |        |                        |        |
| 1.2 | Ingestroomd in de derde kwalificatieronde via de tweede kwalificatieronde van de Champions League (niet-kampioenen) |        |                        |        |
| 2 | Ingestroomd in de play-offronde                                                                                     |        |                        |        |
| 2.1 | Ingestroomd in de play-offronde via de derde kwalificatieronde van de Champions League (kampioenen)                 |        |                        |        |
| | Door naar het hoofdtoernooi van de Europa League                                                                    |        |                        |        |
| | Door naar het hoofdtoernooi van de Conference League                                                                |        |                        |        |

## Kwalificatiefase
De UEFA hanteert de volgende voorwaarden bij de lotingen.
- Clubs uit de landen Servië en Kosovo kunnen niet tegen elkaar loten. Dit geldt ook voor de landen Bosnië en Herzegovina en Kosovo, maar ook voor Armenië en Azerbeidzjan, Wit-Rusland en Oekraïne en Armenië en Turkije.
 Opmerking: Mochten deze voorwaarden zich toch voordoen, dan wordt er geschoven met de wedstrijden om toch een juiste loting te krijgen.
- De wedstrijden vanaf de derde kwalificatieronde worden over twee wedstrijden gespeeld (heen en terug).
- Bij een gelijke eindstand over twee wedstrijden werd er overgegaan op het spelen van een verlenging en als dat nodig was een strafschoppenserie.

Bij de lotingen werd op basis van de UEFA Clubcoëfficiënt een lijst opgemaakt met geplaatste en ongeplaatste clubs, daarbij werd een geplaatste club gekoppeld aan een ongeplaatste club, tenzij er alleen nog maar geplaatste of ongeplaatste clubs over waren. In dat geval werd de loting open. Deze lijst werd in een aantal gevallen weer onderverdeeld in groepen om de loting zo snel en makkelijk mogelijk te laten verlopen. Deze groepen werden via een voorloting bepaald.

### Derde kwalificatieronde
De loting vond plaats op 18 juli 2022. De derde kwalificatieronde bestond uit twee aparte constructies: een voor kampioenen en een voor niet-kampioenen. De heenwedstrijden werden gespeeld op 4 augustus, de terugwedstrijden op 11 augustus 2022. De verliezende clubs uit beide constructies stroomden door naar de play-offronde van de UEFA Europa Conference League 2022/23.

#### Loting

##### Kampioenen
Aan de derde kwalificatieronde voor kampioenen deden 10 clubs mee: de 10 verliezende clubs die instroomden vanuit de tweede kwalificatieronde (kampioenen) van de UEFA Champions League 2022/23 hadden een ongeplaatste status.
| Geplaatst | Geplaatst | Ongeplaatst  | Ongeplaatst |
| Team | Coeff. | Team         | Coeff.      |
| --- | --- | ------------ | ----------- |
| | | NK Maribor * | 14.000      |
| Slovan Bratislava * | 13.000 |              |             |
| HJK Helsinki * | 08.500 |              |             |
| F91 Dudelange * | 08.500 |              |             |
| Malmö FF * | (08.000) |              |             |
| Olympiakos Piraeus * | (07.000) |              |             |
| Linfield FC * | 07.000 |              |             |
| Shamrock Rovers * | 07.000 |              |             |
| FC Zürich * | 07.000 |              |             |
| KF Shkupi * | 04.500 |              |             |
| \| Legenda \| \| \| Geplaatst voor de volgende ronde (play-offronde) \| \| \| Geplaatst voor de Europa Conference League (play-offronde (kampioenen)) \| \| \| Symbool: \| Betekenis: \| \| * \| Deze clubs waren tijdens de loting nog niet bekend \| \| (.....) \| door op de coëfficiënt van de ongeplaatste tegenstander uit de tweede kwalificatieronde (kampioenen) UEFA Champions League \| | |              |             |
| Legenda | |              |             |
| Geplaatst voor de volgende ronde (play-offronde) | |              |             |
| Geplaatst voor de Europa Conference League (play-offronde (kampioenen)) | |              |             |
| Symbool: | Betekenis: |              |             |
| * | Deze clubs waren tijdens de loting nog niet bekend                                                                         |              |             |
| (.....) | door op de coëfficiënt van de ongeplaatste tegenstander uit de tweede kwalificatieronde (kampioenen) UEFA Champions League |              |             |

##### Niet-kampioenen
Aan de derde kwalificatieronde voor niet-kampioenen deden 4 clubs mee: 2 nieuwe clubs hadden een geplaatste status en de 2 verliezende clubs die instroomden vanuit de tweede kwalificatieronde (niet-kampioenen) van de UEFA Champions League 2022/23 hadden een ongeplaatste status.
| Geplaatst | Geplaatst                                          | Ongeplaatst     | Ongeplaatst |
| Team | Coeff.                                             | Team            | Coeff.      |
| --- | -------------------------------------------------- | --------------- | ----------- |
| FK Partizan | 24.500                                             | Fenerbahçe SK * | 14.500      |
| 1. FC Slovácko | 05.560                                             | AEK Larnaca *   | 07.500      |
| \| Legenda \| \| \| Geplaatst voor de volgende ronde (play-offronde) \| \| \| Geplaatst voor de Europa Conference League (play-offronde (niet-kampioenen)) \| \| \| Symbool: \| Betekenis: \| \| * \| Deze clubs waren tijdens de loting nog niet bekend \| |                                                    |                 |             |
| Legenda |                                                    |                 |             |
| Geplaatst voor de volgende ronde (play-offronde) |                                                    |                 |             |
| Geplaatst voor de Europa Conference League (play-offronde (niet-kampioenen)) |                                                    |                 |             |
| Symbool: | Betekenis:                                         |                 |             |
| * | Deze clubs waren tijdens de loting nog niet bekend |                 |             |

#### Uitslag loting en uitslagen
| Team 1             | Tot.               | Team 2            | 1e wedstr. | 2e wedstr.   |
| Kampioenen         | Kampioenen         | Kampioenen        | Kampioenen | Kampioenen   |
| ------------------ | ------------------ | ----------------- | ---------- | ------------ |
| Malmö FF           | 5 – 2              | F91 Dudelange     | 3 – 0      | 2 – 2        |
| Shamrock Rovers    | 5 – 2              | KF Shkupi         | 3 – 1      | 2 – 1        |
| Linfield FC        | 0 – 5              | FC Zürich         | 0 – 2      | 0 – 3        |
| Olympiakos Piraeus | 3 – 3 (4 – 3 pen.) | Slovan Bratislava | 1 – 1      | 2 – 2 (n.v.) |
| NK Maribor         | 0 – 3              | HJK Helsinki      | 0 – 2      | 0 – 1        |
| Niet-kampioenen    |                    |                   |            |              |
| AEK Larnaca        | 4 – 3              | FK Partizan       | 2 – 1      | 2 – 2        |
| Fenerbahçe SK      | 4 – 1              | 1. FC Slovácko    | 3 – 0      | 1 – 1        |

#### Wedstrijden

##### Heen- en terugwedstrijden
|                           |                                         |         |                 |                                                                                |
| 4 augustus 2022 19:00 uur | Malmö FF                                | 3 – 0   | F91 Dudelange   | Stadion: Eleda Stadion, Malmö Toeschouwers: 11.172 Scheidsrechter: Enea Jorgji |
| 4 augustus 2022 19:00 uur | Thelin 54' Toivonen 81' Birmančević 85' | Verslag | 21', 31' Morren | Stadion: Eleda Stadion, Malmö Toeschouwers: 11.172 Scheidsrechter: Enea Jorgji |
| 4 augustus 2022 19:00 uur |                                         |         |                 | Stadion: Eleda Stadion, Malmö Toeschouwers: 11.172 Scheidsrechter: Enea Jorgji |
| 4 augustus 2022 19:00 uur |                                         |         |                 | Stadion: Eleda Stadion, Malmö Toeschouwers: 11.172 Scheidsrechter: Enea Jorgji |
|                           |                                         |         |                 |                                                                                |

|                                                                          |                      |         |                        | |
| 11 augustus 2022 20:00 uur                                               | F91 Dudelange        | 2 – 2   | Malmö FF               | Stadion: Stade de Luxembourg, Luxemburg Toeschouwers: 898 Scheidsrechter: Ricardo de Burgos Bengoetxea |
| 11 augustus 2022 20:00 uur                                               | Hadji 56' Sinani 61' | Verslag | 52' Turay 52' Toivonen | Stadion: Stade de Luxembourg, Luxemburg Toeschouwers: 898 Scheidsrechter: Ricardo de Burgos Bengoetxea |
| 11 augustus 2022 20:00 uur                                               |                      |         |                        | Stadion: Stade de Luxembourg, Luxemburg Toeschouwers: 898 Scheidsrechter: Ricardo de Burgos Bengoetxea |
| 11 augustus 2022 20:00 uur                                               |                      |         |                        | Stadion: Stade de Luxembourg, Luxemburg Toeschouwers: 898 Scheidsrechter: Ricardo de Burgos Bengoetxea |
| Bijz.: Malmö FF won over twee wedstrijden met een totaalscore van 5 – 2. |                      |         |                        | |

|                           |                                          |         |                            |                                                                                          |
| 4 augustus 2022 21:00 uur | Shamrock Rovers                          | 3 – 1   | KF Shkupi                  | Stadion: Tallaght Stadium, Dublin Toeschouwers: 6.455 Scheidsrechter: Bartosz Frankowski |
| 4 augustus 2022 21:00 uur | Burke 13' (pen.) Watts 29' O'Neill 90+8' | Verslag | 77' Queven 31', 84' Hamidi | Stadion: Tallaght Stadium, Dublin Toeschouwers: 6.455 Scheidsrechter: Bartosz Frankowski |
| 4 augustus 2022 21:00 uur |                                          |         |                            | Stadion: Tallaght Stadium, Dublin Toeschouwers: 6.455 Scheidsrechter: Bartosz Frankowski |
| 4 augustus 2022 21:00 uur |                                          |         |                            | Stadion: Tallaght Stadium, Dublin Toeschouwers: 6.455 Scheidsrechter: Bartosz Frankowski |
|                           |                                          |         |                            |                                                                                          |

|                                                                                 |                |         |                        |                                                                                          |
| 9 augustus 2022 21:00 uur                                                       | KF Shkupi      | 1 – 2   | Shamrock Rovers        | Stadion: Toše Proeskiarena, Skopje Toeschouwers: 4.870 Scheidsrechter: Aleksej Koelbakov |
| 9 augustus 2022 21:00 uur                                                       | Adetunji 90+4' | Verslag | 65' Gaffney 85' Emakhu | Stadion: Toše Proeskiarena, Skopje Toeschouwers: 4.870 Scheidsrechter: Aleksej Koelbakov |
| 9 augustus 2022 21:00 uur                                                       |                |         |                        | Stadion: Toše Proeskiarena, Skopje Toeschouwers: 4.870 Scheidsrechter: Aleksej Koelbakov |
| 9 augustus 2022 21:00 uur                                                       |                |         |                        | Stadion: Toše Proeskiarena, Skopje Toeschouwers: 4.870 Scheidsrechter: Aleksej Koelbakov |
| Bijz.: Shamrock Rovers won over twee wedstrijden met een totaalscore van 5 – 2. |                |         |                        |                                                                                          |

|                           |             |         |                     |                                                                                   |
| 4 augustus 2022 20:45 uur | Linfield FC | 0 – 2   | FC Zürich           | Stadion: Windsor Park, Belfast Toeschouwers: 3.044 Scheidsrechter: Marco Di Bello |
| 4 augustus 2022 20:45 uur |             | Verslag | 8' Tosin 64' Gnonto | Stadion: Windsor Park, Belfast Toeschouwers: 3.044 Scheidsrechter: Marco Di Bello |
| 4 augustus 2022 20:45 uur |             |         |                     | Stadion: Windsor Park, Belfast Toeschouwers: 3.044 Scheidsrechter: Marco Di Bello |
| 4 augustus 2022 20:45 uur |             |         |                     | Stadion: Windsor Park, Belfast Toeschouwers: 3.044 Scheidsrechter: Marco Di Bello |
|                           |             |         |                     |                                                                                   |

|                                                                           |                              |         |             |                                                                             |
| 11 augustus 2022 19:00 uur                                                | FC Zürich                    | 3 – 0   | Linfield FC | Stadion: Letzigrund, Zürich Toeschouwers: 7.904 Scheidsrechter: Harm Osmers |
| 11 augustus 2022 19:00 uur                                                | Avdijaj 11', 26' Santini 84' | Verslag |             | Stadion: Letzigrund, Zürich Toeschouwers: 7.904 Scheidsrechter: Harm Osmers |
| 11 augustus 2022 19:00 uur                                                |                              |         |             | Stadion: Letzigrund, Zürich Toeschouwers: 7.904 Scheidsrechter: Harm Osmers |
| 11 augustus 2022 19:00 uur                                                |                              |         |             | Stadion: Letzigrund, Zürich Toeschouwers: 7.904 Scheidsrechter: Harm Osmers |
| Bijz.: FC Zürich won over twee wedstrijden met een totaalscore van 5 – 0. |                              |         |             |                                                                             |

|                           |                    |         |                   | |
| 4 augustus 2022 21:00 uur | Olympiakos Piraeus | 1 – 1   | Slovan Bratislava | Stadion: Georgios Karaiskákisstadion, Piraeus Toeschouwers: 15.585 Scheidsrechter: Lawrence Visser |
| 4 augustus 2022 21:00 uur | El-Arabi 86'       | Verslag | 63' Green         | Stadion: Georgios Karaiskákisstadion, Piraeus Toeschouwers: 15.585 Scheidsrechter: Lawrence Visser |
| 4 augustus 2022 21:00 uur |                    |         |                   | Stadion: Georgios Karaiskákisstadion, Piraeus Toeschouwers: 15.585 Scheidsrechter: Lawrence Visser |
| 4 augustus 2022 21:00 uur |                    |         |                   | Stadion: Georgios Karaiskákisstadion, Piraeus Toeschouwers: 15.585 Scheidsrechter: Lawrence Visser |
|                           |                    |         |                   | |

| |                                            |                         |                                           |                                                                                                  |
| 11 augustus 2022 20:30 uur | Slovan Bratislava                          | 2 – 2 (n.v.) 3 – 4 pen. | Olympiakos Piraeus                        | Stadion: Národný futbalový štadión, Bratislava Toeschouwers: 18.133 Scheidsrechter: Glenn Nyberg |
| 11 augustus 2022 20:30 uur | Šaponjić 90+4' Abena 66', 90+7' Green 108' | Verslag                 | 10' Zinckernagel 101' Camara              | Stadion: Národný futbalový štadión, Bratislava Toeschouwers: 18.133 Scheidsrechter: Glenn Nyberg |
| 11 augustus 2022 20:30 uur | Strafschoppen                              |                         |                                           | Stadion: Národný futbalový štadión, Bratislava Toeschouwers: 18.133 Scheidsrechter: Glenn Nyberg |
| 11 augustus 2022 20:30 uur | Ramírez Šaponjić Kucka Green Tsjakvetadze  |                         | Kunde Bouchalakis Masouras Ávila Valbuena | Stadion: Národný futbalový štadión, Bratislava Toeschouwers: 18.133 Scheidsrechter: Glenn Nyberg |
| Bijz.: Olympiakos Piraeus speelde over twee wedstrijden gelijk met een totaalscore van 3 – 3, maar won de strafschoppenserie met 4 – 3. |                                            |                         |                                           |                                                                                                  |

|                           |            |         |                          |                                                                                          |
| 4 augustus 2022 20:15 uur | NK Maribor | 0 – 2   | HJK Helsinki             | Stadion: Ljudski vrt-stadion, Maribor Toeschouwers: 6.000 Scheidsrechter: Georgi Kabakov |
| 4 augustus 2022 20:15 uur |            | Verslag | 47' Browne 64' Radulović | Stadion: Ljudski vrt-stadion, Maribor Toeschouwers: 6.000 Scheidsrechter: Georgi Kabakov |
| 4 augustus 2022 20:15 uur |            |         |                          | Stadion: Ljudski vrt-stadion, Maribor Toeschouwers: 6.000 Scheidsrechter: Georgi Kabakov |
| 4 augustus 2022 20:15 uur |            |         |                          | Stadion: Ljudski vrt-stadion, Maribor Toeschouwers: 6.000 Scheidsrechter: Georgi Kabakov |
|                           |            |         |                          |                                                                                          |

|                                                                              |              |         |            |                                                                                  |
| 11 augustus 2022 18:00 uur                                                   | HJK Helsinki | 1 – 0   | NK Maribor | Stadion: Bolt Arena, Helsinki Toeschouwers: 6.487 Scheidsrechter: Tobias Stieler |
| 11 augustus 2022 18:00 uur                                                   | Hostikka 54' | Verslag |            | Stadion: Bolt Arena, Helsinki Toeschouwers: 6.487 Scheidsrechter: Tobias Stieler |
| 11 augustus 2022 18:00 uur                                                   |              |         |            | Stadion: Bolt Arena, Helsinki Toeschouwers: 6.487 Scheidsrechter: Tobias Stieler |
| 11 augustus 2022 18:00 uur                                                   |              |         |            | Stadion: Bolt Arena, Helsinki Toeschouwers: 6.487 Scheidsrechter: Tobias Stieler |
| Bijz.: HJK Helsinki won over twee wedstrijden met een totaalscore van 3 – 0. |              |         |            |                                                                                  |

|                           |                                |         |             |                                                                                  |
| 4 augustus 2022 18:00 uur | AEK Larnaca                    | 2 – 1   | FK Partizan | Stadion: AEK Arena, Larnaca Toeschouwers: 4.250 Scheidsrechter: Andris Treimanis |
| 4 augustus 2022 18:00 uur | Ángel García 34' Miličević 70' | Verslag | 18' Menig   | Stadion: AEK Arena, Larnaca Toeschouwers: 4.250 Scheidsrechter: Andris Treimanis |
| 4 augustus 2022 18:00 uur |                                |         |             | Stadion: AEK Arena, Larnaca Toeschouwers: 4.250 Scheidsrechter: Andris Treimanis |
| 4 augustus 2022 18:00 uur |                                |         |             | Stadion: AEK Arena, Larnaca Toeschouwers: 4.250 Scheidsrechter: Andris Treimanis |
|                           |                                |         |             |                                                                                  |

|                                                                             |                        |         |                       | |
| 11 augustus 2022 21:00 uur                                                  | FK Partizan            | 2 – 2   | AEK Larnaca           | Stadion: Partizanstadion, Belgrado Toeschouwers: 10.802 Scheidsrechter: José María Sánchez Martínez |
| 11 augustus 2022 21:00 uur                                                  | Ricardo Gomes 24', 54' | Verslag | 51' Gyurcsó 57' Faraj | Stadion: Partizanstadion, Belgrado Toeschouwers: 10.802 Scheidsrechter: José María Sánchez Martínez |
| 11 augustus 2022 21:00 uur                                                  |                        |         |                       | Stadion: Partizanstadion, Belgrado Toeschouwers: 10.802 Scheidsrechter: José María Sánchez Martínez |
| 11 augustus 2022 21:00 uur                                                  |                        |         |                       | Stadion: Partizanstadion, Belgrado Toeschouwers: 10.802 Scheidsrechter: José María Sánchez Martínez |
| Bijz.: AEK Larnaca won over twee wedstrijden met een totaalscore van 4 – 3. |                        |         |                       | |

|                           |                                 |         |                 |                                                                                               |
| 4 augustus 2022 19:00 uur | Fenerbahçe SK                   | 3 – 0   | 1. FC Slovácko  | Stadion: Şükrü Saracoğlustadion, Istanboel Toeschouwers: 35.536 Scheidsrechter: João Pinheiro |
| 4 augustus 2022 19:00 uur | Emre Mor 17' Lincoln 45+2', 81' | Verslag | 27', 48' Hofman | Stadion: Şükrü Saracoğlustadion, Istanboel Toeschouwers: 35.536 Scheidsrechter: João Pinheiro |
| 4 augustus 2022 19:00 uur |                                 |         |                 | Stadion: Şükrü Saracoğlustadion, Istanboel Toeschouwers: 35.536 Scheidsrechter: João Pinheiro |
| 4 augustus 2022 19:00 uur |                                 |         |                 | Stadion: Şükrü Saracoğlustadion, Istanboel Toeschouwers: 35.536 Scheidsrechter: João Pinheiro |
|                           |                                 |         |                 |                                                                                               |

|                                                                               |                |         |               | |
| 11 augustus 2022 19:00 uur                                                    | 1. FC Slovácko | 1 – 1   | Fenerbahçe SK | Stadion: Městský fotbalový stadion Miroslava Valenty, Uherské Hradiště Toeschouwers: 6.520 Scheidsrechter: Nikola Dabanović |
| 11 augustus 2022 19:00 uur                                                    | Šašinka 58'    | Verslag | 56' Dursun    | Stadion: Městský fotbalový stadion Miroslava Valenty, Uherské Hradiště Toeschouwers: 6.520 Scheidsrechter: Nikola Dabanović |
| 11 augustus 2022 19:00 uur                                                    |                |         |               | Stadion: Městský fotbalový stadion Miroslava Valenty, Uherské Hradiště Toeschouwers: 6.520 Scheidsrechter: Nikola Dabanović |
| 11 augustus 2022 19:00 uur                                                    |                |         |               | Stadion: Městský fotbalový stadion Miroslava Valenty, Uherské Hradiště Toeschouwers: 6.520 Scheidsrechter: Nikola Dabanović |
| Bijz.: Fenerbahçe SK won over twee wedstrijden met een totaalscore van 4 – 1. |                |         |               | |

### Play-offronde
Aan de play-offronde deden 20 clubs mee: 7 nieuwe clubs, de 7 winnaars van de derde kwalificatieronde uit beide constructies en de 6 verliezers van de derde kwalificatieronde (kampioenen) van de UEFA Champions League 2022/23. De loting vond plaats op 2 augustus 2022. De heenwedstrijden werden gespeeld op 18 augustus, de terugwedstrijden op 25 augustus 2022. De verliezende clubs stroomden door naar de groepsfase van de UEFA Europa Conference League.

#### Loting
| Team | Coeff.                                                         | Team                | Coeff.  |
| --- | -------------------------------------------------------------- | ------------------- | ------- |
| Olympiakos Piraeus | 41.000                                                         | FK Žalgiris         | 8.000   |
| KAA Gent | 27.500                                                         | Austria Wien        | 7.770   |
| AEK Larnaca | (24.500)                                                       | Heart of Midlothian | 7.380   |
| Malmö FF | 23.500                                                         | Omonia Nicosia      | 7.000   |
| PFK Loedogorets | 23.000                                                         | Shamrock Rovers     | 7.000   |
| Sheriff Tiraspol | 22.500                                                         | FC Zürich           | (7.000) |
| Ferencváros | 15.500                                                         | Sivasspor           | 6.500   |
| Fenerbahçe SK | 14.500                                                         | SK Dnipro-1         | 6.360   |
| Apollon Limasol | 14.000                                                         | Silkeborg IF        | 5.435   |
| HJK Helsinki | (14.000)                                                       | Pjoenik Jerevan     | 4.250   |
| \| Legenda \| \| \| Geplaatst voor de groepsfase in het hoofdtoernooi \| \| \| Geplaatst voor de groepsfase in het hoofdtoernooi van de Europa Conference League \| \| \| Symbool: \| Betekenis: \| \| (.....) \| Door op de coëfficiënt van de tegenstander uit de vorige ronde \| |                                                                |                     |         |
| Legenda |                                                                |                     |         |
| Geplaatst voor de groepsfase in het hoofdtoernooi |                                                                |                     |         |
| Geplaatst voor de groepsfase in het hoofdtoernooi van de Europa Conference League |                                                                |                     |         |
| Symbool: | Betekenis:                                                     |                     |         |
| (.....) | Door op de coëfficiënt van de tegenstander uit de vorige ronde |                     |         |

Voorloting
De 20 clubs werden verdeeld over 4 prioriteitsgroepen en de indeling was als volgt:
- Prioriteit 1: 6 clubs van de hoogste geplaatste landen die in deze ronde waren ingeschreven.
- Prioriteit 2: 6 verliezers van de derde kwalificatieronde (kampioenen) van de UEFA Champions League 2022/23.
- Prioriteit 3: 5 winnaars van de derde kwalificatieronde (kampioenen).
- Prioriteit 4: De resterende club van de laagste geplaatste land die in deze ronde was ingeschreven en 2 winnaars van de derde kwalificatieronde (niet-kampioenen).

| Prioriteit 1                                                                 | Prioriteit 2                                                                                         | Prioriteit 3                                                                 | Prioriteit 4                                    |
| ---------------------------------------------------------------------------- | --- | ---------------------------------------------------------------------------- | ----------------------------------------------- |
| KAA Gent Austria Wien Heart of Midlothian Sivasspor SK Dnipro-1 Silkeborg IF | PFK Loedogorets * Sheriff Tiraspol * Ferencváros * Apollon Limasol * FK Žalgiris * Pjoenik Jerevan * | Olympiakos Piraeus * Malmö FF * HJK Helsinki * Shamrock Rovers * FC Zürich * | Fenerbahçe SK * AEK Larnaca * Omonia Nicosia ** |

* Deze clubs waren tijdens de loting nog niet bekend.
** Na de herindeling van de toegangslijst werd Omonia Nicosia vrijgeloot voor de derde kwalificatieronde voor niet-kampioenen, maar voor de loting werd Omonia Nicosia toch in de Prioriteit 4-groep geplaatst.
De procedure van de loting was als volgt:
Clubs uit dezelfde landen konden tegen elkaar loten.
1. Drie clubs uit Pot 1 (prioriteit 1) werden gekoppeld aan de drie clubs in Pot 4 (prioriteit 4).
2. De drie overgebleven clubs van Pot 1 (prioriteit 1) werden vervolgens gekoppeld aan clubs uit Pot 3 (prioriteit 3).
3. De twee overgebleven Pot 3 (prioriteit 3) clubs werden vervolgens gekoppeld aan clubs uit Pot 2 (prioriteit 2).
4. De vier overgebleven Pot 2 (prioriteit 2) clubs werden vervolgens een voor een geloot om de negende en tiende wedstrijden te voltooien (open loting).

#### Uitslag loting en uitslagen
| Team 1          | Tot.               | Team 2              | 1e wedstr. | 2e wedstr.   |
| --------------- | ------------------ | ------------------- | ---------- | ------------ |
| SK Dnipro-1     | 1 – 5              | AEK Larnaca         | 1 – 2      | 0 – 3        |
| KAA Gent        | 0 – 4              | Omonia Nicosia      | 0 – 2      | 0 – 2        |
| Austria Wien    | 1 – 6              | Fenerbahçe SK       | 0 – 2      | 1 – 4        |
| FC Zürich       | 3 – 1              | Heart of Midlothian | 2 – 1      | 1 – 0        |
| HJK Helsinki    | 2 – 1              | Silkeborg IF        | 1 – 0      | 1 – 1        |
| Malmö FF        | 5 – 1              | Sivasspor           | 3 – 1      | 2 – 0        |
| Ferencváros     | 4 – 1              | Shamrock Rovers     | 4 – 0      | 0 – 1        |
| Apollon Limasol | 2 – 2 (1 – 3 pen.) | Olympiakos Piraeus  | 1 – 1      | 1 – 1 (n.v.) |
| Pjoenik Jerevan | 0 – 0 (2 – 3 pen.) | Sheriff Tiraspol    | 0 – 0      | 0 – 0 (n.v.) |
| PFK Loedogorets | 4 – 3              | FK Žalgiris         | 1 – 0      | 3 – 3 (n.v.) |

#### Wedstrijden

##### Heen- en terugwedstrijden
|                            |                               |         |                          | |
| 18 augustus 2022 20:00 uur | SK Dnipro-1                   | 1 – 2   | AEK Larnaca              | Stadion: Košická futbalová aréna, Košice (Slowakije) Toeschouwers: 3.450 Scheidsrechter: Tobias Stieler |
| 18 augustus 2022 20:00 uur | Svatok 90' Sarapiy 63', 90+5' | Verslag | 16' Altman 29' Miličević | Stadion: Košická futbalová aréna, Košice (Slowakije) Toeschouwers: 3.450 Scheidsrechter: Tobias Stieler |
| 18 augustus 2022 20:00 uur |                               |         |                          | Stadion: Košická futbalová aréna, Košice (Slowakije) Toeschouwers: 3.450 Scheidsrechter: Tobias Stieler |
| 18 augustus 2022 20:00 uur |                               |         |                          | Stadion: Košická futbalová aréna, Košice (Slowakije) Toeschouwers: 3.450 Scheidsrechter: Tobias Stieler |
|                            |                               |         |                          | |

|                                                                             |                                    |         |             |                                                                              |
| 25 augustus 2022 18:00 uur                                                  | AEK Larnaca                        | 3 – 0   | SK Dnipro-1 | Stadion: AEK Arena, Larnaca Toeschouwers: 4.893 Scheidsrechter: Davide Massa |
| 25 augustus 2022 18:00 uur                                                  | Gyurcsó 21' Lopes 45' Englezou 78' | Verslag |             | Stadion: AEK Arena, Larnaca Toeschouwers: 4.893 Scheidsrechter: Davide Massa |
| 25 augustus 2022 18:00 uur                                                  |                                    |         |             | Stadion: AEK Arena, Larnaca Toeschouwers: 4.893 Scheidsrechter: Davide Massa |
| 25 augustus 2022 18:00 uur                                                  |                                    |         |             | Stadion: AEK Arena, Larnaca Toeschouwers: 4.893 Scheidsrechter: Davide Massa |
| Bijz.: AEK Larnaca won over twee wedstrijden met een totaalscore van 5 – 1. |                                    |         |             |                                                                              |

|                            |          |         |                             |                                                                                 |
| 18 augustus 2022 20:30 uur | KAA Gent | 0 – 2   | Omonia Nicosia              | Stadion: Ghelamco Arena, Gent Toeschouwers: 10.496 Scheidsrechter: Irfan Peljto |
| 18 augustus 2022 20:30 uur |          | Verslag | 19' Charalambous 76' Barker | Stadion: Ghelamco Arena, Gent Toeschouwers: 10.496 Scheidsrechter: Irfan Peljto |
| 18 augustus 2022 20:30 uur |          |         |                             | Stadion: Ghelamco Arena, Gent Toeschouwers: 10.496 Scheidsrechter: Irfan Peljto |
| 18 augustus 2022 20:30 uur |          |         |                             | Stadion: Ghelamco Arena, Gent Toeschouwers: 10.496 Scheidsrechter: Irfan Peljto |
|                            |          |         |                             |                                                                                 |

|                                                                                |                                |         |          |                                                                                   |
| 25 augustus 2022 19:00 uur                                                     | Omonia Nicosia                 | 2 – 0   | KAA Gent | Stadion: GSP-stadion, Nicosia Toeschouwers: 17.002 Scheidsrechter: Georgi Kabakov |
| 25 augustus 2022 19:00 uur                                                     | Kakoullis 18' Charalambous 36' | Verslag |          | Stadion: GSP-stadion, Nicosia Toeschouwers: 17.002 Scheidsrechter: Georgi Kabakov |
| 25 augustus 2022 19:00 uur                                                     |                                |         |          | Stadion: GSP-stadion, Nicosia Toeschouwers: 17.002 Scheidsrechter: Georgi Kabakov |
| 25 augustus 2022 19:00 uur                                                     |                                |         |          | Stadion: GSP-stadion, Nicosia Toeschouwers: 17.002 Scheidsrechter: Georgi Kabakov |
| Bijz.: Omonia Nicosia won over twee wedstrijden met een totaalscore van 4 – 0. |                                |         |          |                                                                                   |

|                            |                 |         |                    |                                                                                    |
| 18 augustus 2022 21:00 uur | Austria Wien    | 0 – 2   | Fenerbahçe SK      | Stadion: Generali Arena, Wenen Toeschouwers: 14.000 Scheidsrechter: Daniel Siebert |
| 18 augustus 2022 21:00 uur | Galvão 49', 83' | Verslag | 8' King 89' Dursun | Stadion: Generali Arena, Wenen Toeschouwers: 14.000 Scheidsrechter: Daniel Siebert |
| 18 augustus 2022 21:00 uur |                 |         |                    | Stadion: Generali Arena, Wenen Toeschouwers: 14.000 Scheidsrechter: Daniel Siebert |
| 18 augustus 2022 21:00 uur |                 |         |                    | Stadion: Generali Arena, Wenen Toeschouwers: 14.000 Scheidsrechter: Daniel Siebert |
|                            |                 |         |                    |                                                                                    |

|                                                                               |                                              |         |                |                                                                                                   |
| 25 augustus 2022 19:00 uur                                                    | Fenerbahçe SK                                | 4 – 1   | Austria Wien   | Stadion: Şükrü Saracoğlustadion, Istanboel Toeschouwers: 35.550 Scheidsrechter: Jesús Gil Manzano |
| 25 augustus 2022 19:00 uur                                                    | Yüksek 12' Kahveci 44', 70' Hakan Yandaş 79' | Verslag | 45+1' da Graça | Stadion: Şükrü Saracoğlustadion, Istanboel Toeschouwers: 35.550 Scheidsrechter: Jesús Gil Manzano |
| 25 augustus 2022 19:00 uur                                                    |                                              |         |                | Stadion: Şükrü Saracoğlustadion, Istanboel Toeschouwers: 35.550 Scheidsrechter: Jesús Gil Manzano |
| 25 augustus 2022 19:00 uur                                                    |                                              |         |                | Stadion: Şükrü Saracoğlustadion, Istanboel Toeschouwers: 35.550 Scheidsrechter: Jesús Gil Manzano |
| Bijz.: Fenerbahçe SK won over twee wedstrijden met een totaalscore van 6 – 1. |                                              |         |                |                                                                                                   |

|                            |                           |         |                      |                                                                                         |
| 18 augustus 2022 19:00 uur | FC Zürich                 | 2 – 1   | Heart of Midlothian  | Stadion: Kybunpark, Sankt Gallen Toeschouwers: 7.958 Scheidsrechter: Bartosz Frankowski |
| 18 augustus 2022 19:00 uur | Guerrero 32' Džemaili 34' | Verslag | 22' (pen.) Shankland | Stadion: Kybunpark, Sankt Gallen Toeschouwers: 7.958 Scheidsrechter: Bartosz Frankowski |
| 18 augustus 2022 19:00 uur |                           |         |                      | Stadion: Kybunpark, Sankt Gallen Toeschouwers: 7.958 Scheidsrechter: Bartosz Frankowski |
| 18 augustus 2022 19:00 uur |                           |         |                      | Stadion: Kybunpark, Sankt Gallen Toeschouwers: 7.958 Scheidsrechter: Bartosz Frankowski |
|                            |                           |         |                      |                                                                                         |

|                                                                           |                     |         |            |                                                                                          |
| 25 augustus 2022 21:00 uur                                                | Heart of Midlothian | 0 – 1   | FC Zürich  | Stadion: Tynecastle Park, Edinburgh Toeschouwers: 17.225 Scheidsrechter: Lawrence Visser |
| 25 augustus 2022 21:00 uur                                                | Grant 18', 54'      | Verslag | 20' Rohner | Stadion: Tynecastle Park, Edinburgh Toeschouwers: 17.225 Scheidsrechter: Lawrence Visser |
| 25 augustus 2022 21:00 uur                                                |                     |         |            | Stadion: Tynecastle Park, Edinburgh Toeschouwers: 17.225 Scheidsrechter: Lawrence Visser |
| 25 augustus 2022 21:00 uur                                                |                     |         |            | Stadion: Tynecastle Park, Edinburgh Toeschouwers: 17.225 Scheidsrechter: Lawrence Visser |
| Bijz.: FC Zürich won over twee wedstrijden met een totaalscore van 3 – 1. |                     |         |            |                                                                                          |

|                            |              |         |                  |                                                                                 |
| 18 augustus 2022 18:00 uur | HJK Helsinki | 1 – 0   | Silkeborg IF     | Stadion: Bolt Arena, Helsinki Toeschouwers: 8.237 Scheidsrechter: João Pinheiro |
| 18 augustus 2022 18:00 uur | Browne 79'   | Verslag | 28', 68' Calisir | Stadion: Bolt Arena, Helsinki Toeschouwers: 8.237 Scheidsrechter: João Pinheiro |
| 18 augustus 2022 18:00 uur |              |         |                  | Stadion: Bolt Arena, Helsinki Toeschouwers: 8.237 Scheidsrechter: João Pinheiro |
| 18 augustus 2022 18:00 uur |              |         |                  | Stadion: Bolt Arena, Helsinki Toeschouwers: 8.237 Scheidsrechter: João Pinheiro |
|                            |              |         |                  |                                                                                 |

|                                                                              |                |         |               |                                                                                    |
| 25 augustus 2022 18:30 uur                                                   | Silkeborg IF   | 1 – 1   | HJK Helsinki  | Stadion: JYSK Park, Silkeborg Toeschouwers: 6.334 Scheidsrechter: Maurizio Mariani |
| 25 augustus 2022 18:30 uur                                                   | Joel Felix 74' | Verslag | 40' Abubakari | Stadion: JYSK Park, Silkeborg Toeschouwers: 6.334 Scheidsrechter: Maurizio Mariani |
| 25 augustus 2022 18:30 uur                                                   |                |         |               | Stadion: JYSK Park, Silkeborg Toeschouwers: 6.334 Scheidsrechter: Maurizio Mariani |
| 25 augustus 2022 18:30 uur                                                   |                |         |               | Stadion: JYSK Park, Silkeborg Toeschouwers: 6.334 Scheidsrechter: Maurizio Mariani |
| Bijz.: HJK Helsinki won over twee wedstrijden met een totaalscore van 1 – 2. |                |         |               |                                                                                    |

|                            |                                           |         |           |                                                                                   |
| 18 augustus 2022 19:00 uur | Malmö FF                                  | 3 – 1   | Sivasspor | Stadion: Eleda Stadion, Malmö Toeschouwers: 12.167 Scheidsrechter: William Collum |
| 18 augustus 2022 19:00 uur | Zeidan 18' Christiansen 37' Moisander 68' | Verslag | 30' James | Stadion: Eleda Stadion, Malmö Toeschouwers: 12.167 Scheidsrechter: William Collum |
| 18 augustus 2022 19:00 uur |                                           |         |           | Stadion: Eleda Stadion, Malmö Toeschouwers: 12.167 Scheidsrechter: William Collum |
| 18 augustus 2022 19:00 uur |                                           |         |           | Stadion: Eleda Stadion, Malmö Toeschouwers: 12.167 Scheidsrechter: William Collum |
|                            |                                           |         |           |                                                                                   |

|                                                                          |           |         |                            |                                                                                                 |
| 25 augustus 2022 19:00 uur                                               | Sivasspor | 0 – 2   | Malmö FF                   | Stadion: Nieuw Sivas 4 Eylülstadion, Sivas Toeschouwers: 16.873 Scheidsrechter: Srđan Jovanović |
| 25 augustus 2022 19:00 uur                                               |           | Verslag | 76' Birmančević 90' Thelin | Stadion: Nieuw Sivas 4 Eylülstadion, Sivas Toeschouwers: 16.873 Scheidsrechter: Srđan Jovanović |
| 25 augustus 2022 19:00 uur                                               |           |         |                            | Stadion: Nieuw Sivas 4 Eylülstadion, Sivas Toeschouwers: 16.873 Scheidsrechter: Srđan Jovanović |
| 25 augustus 2022 19:00 uur                                               |           |         |                            | Stadion: Nieuw Sivas 4 Eylülstadion, Sivas Toeschouwers: 16.873 Scheidsrechter: Srđan Jovanović |
| Bijz.: Malmö FF won over twee wedstrijden met een totaalscore van 5 – 1. |           |         |                            |                                                                                                 |

|                            |                                        |         |                 |                                                                                      |
| 18 augustus 2022 18:30 uur | Ferencváros                            | 4 – 0   | Shamrock Rovers | Stadion: Groupama Arena, Boedapest Toeschouwers: 15.239 Scheidsrechter: Glenn Nyberg |
| 18 augustus 2022 18:30 uur | Auzqui 13' Traoré 35', 48' Ćivić 90+3' | Verslag |                 | Stadion: Groupama Arena, Boedapest Toeschouwers: 15.239 Scheidsrechter: Glenn Nyberg |
| 18 augustus 2022 18:30 uur |                                        |         |                 | Stadion: Groupama Arena, Boedapest Toeschouwers: 15.239 Scheidsrechter: Glenn Nyberg |
| 18 augustus 2022 18:30 uur |                                        |         |                 | Stadion: Groupama Arena, Boedapest Toeschouwers: 15.239 Scheidsrechter: Glenn Nyberg |
|                            |                                        |         |                 |                                                                                      |

|                                                                             |                 |         |             |                                                                                         |
| 25 augustus 2022 21:00 uur                                                  | Shamrock Rovers | 1 – 0   | Ferencváros | Stadion: Tallaght Stadium, Dublin Toeschouwers: 7.163 Scheidsrechter: François Letexier |
| 25 augustus 2022 21:00 uur                                                  | Lyons 89'       | Verslag |             | Stadion: Tallaght Stadium, Dublin Toeschouwers: 7.163 Scheidsrechter: François Letexier |
| 25 augustus 2022 21:00 uur                                                  |                 |         |             | Stadion: Tallaght Stadium, Dublin Toeschouwers: 7.163 Scheidsrechter: François Letexier |
| 25 augustus 2022 21:00 uur                                                  |                 |         |             | Stadion: Tallaght Stadium, Dublin Toeschouwers: 7.163 Scheidsrechter: François Letexier |
| Bijz.: Ferencváros won over twee wedstrijden met een totaalscore van 4 – 1. |                 |         |             |                                                                                         |

|                            |                 |         |                    |                                                                                       |
| 18 augustus 2022 19:00 uur | Apollon Limasol | 1 – 1   | Olympiakos Piraeus | Stadion: GSP-stadion, Nicosia Toeschouwers: 10.479 Scheidsrechter: José María Sánchez |
| 18 augustus 2022 19:00 uur | Janga 18'       | Verslag | 29' Hwang          | Stadion: GSP-stadion, Nicosia Toeschouwers: 10.479 Scheidsrechter: José María Sánchez |
| 18 augustus 2022 19:00 uur |                 |         |                    | Stadion: GSP-stadion, Nicosia Toeschouwers: 10.479 Scheidsrechter: José María Sánchez |
| 18 augustus 2022 19:00 uur |                 |         |                    | Stadion: GSP-stadion, Nicosia Toeschouwers: 10.479 Scheidsrechter: José María Sánchez |
|                            |                 |         |                    |                                                                                       |

| |                                       |                         |                            |                                                                                                   |
| 25 augustus 2022 21:00 uur | Olympiakos Piraeus                    | 1 – 1 (n.v.) 3 – 1 pen. | Apollon Limasol            | Stadion: Georgios Karaiskákisstadion, Piraeus Toeschouwers: 20.054 Scheidsrechter: Sandro Schärer |
| 25 augustus 2022 21:00 uur | Masouras 2' Ba 64', 100'              | Verslag                 | 90' Pittas                 | Stadion: Georgios Karaiskákisstadion, Piraeus Toeschouwers: 20.054 Scheidsrechter: Sandro Schärer |
| 25 augustus 2022 21:00 uur | Strafschoppen                         |                         |                            | Stadion: Georgios Karaiskákisstadion, Piraeus Toeschouwers: 20.054 Scheidsrechter: Sandro Schärer |
| 25 augustus 2022 21:00 uur | M'Vila de La Fuente Ávila Randjelović |                         | Kyriakou Pittas Ongenda Ba | Stadion: Georgios Karaiskákisstadion, Piraeus Toeschouwers: 20.054 Scheidsrechter: Sandro Schärer |
| Bijz.: Olympiakos Piraeus speelde over twee wedstrijden gelijk met een totaalscore van 2 – 2, maar won de strafschoppenserie met 3 – 1. |                                       |                         |                            |                                                                                                   |

|                            |                 |       |                  | |
| 18 augustus 2022 19:00 uur | Pjoenik Jerevan | 0 – 0 | Sheriff Tiraspol | Stadion: Republikeins Stadion Vazgen Sargsian, Jerevan Toeschouwers: 9.000 Scheidsrechter: Alejandro Hernández |
| 18 augustus 2022 19:00 uur | Verslag         |       |                  | Stadion: Republikeins Stadion Vazgen Sargsian, Jerevan Toeschouwers: 9.000 Scheidsrechter: Alejandro Hernández |
| 18 augustus 2022 19:00 uur |                 |       |                  | Stadion: Republikeins Stadion Vazgen Sargsian, Jerevan Toeschouwers: 9.000 Scheidsrechter: Alejandro Hernández |
| 18 augustus 2022 19:00 uur |                 |       |                  | Stadion: Republikeins Stadion Vazgen Sargsian, Jerevan Toeschouwers: 9.000 Scheidsrechter: Alejandro Hernández |
|                            |                 |       |                  | |

| |                                      |                         |                                                             |                                                                                        |
| 25 augustus 2022 19:00 uur | Sheriff Tiraspol                     | 0 – 0 (n.v.) 3 – 2 pen. | Pjoenik Jerevan                                             | Stadion: Stadionul Zimbru, Chisinau Toeschouwers: 6.154 Scheidsrechter: Andreas Ekberg |
| 25 augustus 2022 19:00 uur | Verslag                              |                         |                                                             | Stadion: Stadionul Zimbru, Chisinau Toeschouwers: 6.154 Scheidsrechter: Andreas Ekberg |
| 25 augustus 2022 19:00 uur | Strafschoppen                        |                         |                                                             | Stadion: Stadionul Zimbru, Chisinau Toeschouwers: 6.154 Scheidsrechter: Andreas Ekberg |
| 25 augustus 2022 19:00 uur | Tejan Ambri Diop Kpozo Kiki Radeljić |                         | Harutyunyan Dashyan Zambrano Gareginyan Vakulenko Kovalenko | Stadion: Stadionul Zimbru, Chisinau Toeschouwers: 6.154 Scheidsrechter: Andreas Ekberg |
| Bijz.: Sheriff Tiraspol speelde over twee wedstrijden gelijk met een totaalscore van 0 – 0, maar won de strafschoppenserie met 3 – 2. |                                      |                         |                                                             |                                                                                        |

|                            |                       |         |                       |                                                                                      |
| 18 augustus 2022 19:45 uur | PFK Loedogorets       | 1 – 0   | FK Žalgiris           | Stadion: Huvepharma Arena, Razgrad Toeschouwers: 4.951 Scheidsrechter: Ivan Kružliak |
| 18 augustus 2022 19:45 uur | Tatomirović 2' (e.d.) | Verslag | 78', 90+4' Kazlauskas | Stadion: Huvepharma Arena, Razgrad Toeschouwers: 4.951 Scheidsrechter: Ivan Kružliak |
| 18 augustus 2022 19:45 uur |                       |         |                       | Stadion: Huvepharma Arena, Razgrad Toeschouwers: 4.951 Scheidsrechter: Ivan Kružliak |
| 18 augustus 2022 19:45 uur |                       |         |                       | Stadion: Huvepharma Arena, Razgrad Toeschouwers: 4.951 Scheidsrechter: Ivan Kružliak |
|                            |                       |         |                       |                                                                                      |

|                                                                                 |                                 |              |                                    |                                                                               |
| 25 augustus 2022 18:00 uur                                                      | FK Žalgiris                     | 3 – 3 (n.v.) | PFK Loedogorets                    | Stadion: LFF-stadion, Vilnius Toeschouwers: 4.601 Scheidsrechter: Harm Osmers |
| 25 augustus 2022 18:00 uur                                                      | Ourega 1' Buff 16' Oliveira 63' | Verslag      | 8', 57' Tissera 120' (pen.) Verdon | Stadion: LFF-stadion, Vilnius Toeschouwers: 4.601 Scheidsrechter: Harm Osmers |
| 25 augustus 2022 18:00 uur                                                      |                                 |              |                                    | Stadion: LFF-stadion, Vilnius Toeschouwers: 4.601 Scheidsrechter: Harm Osmers |
| 25 augustus 2022 18:00 uur                                                      |                                 |              |                                    | Stadion: LFF-stadion, Vilnius Toeschouwers: 4.601 Scheidsrechter: Harm Osmers |
| Bijz.: PFK Loedogorets won over twee wedstrijden met een totaalscore van 4 – 3. |                                 |              |                                    |                                                                               |

## Topscorers
Legenda
- Pos. Positie
- Speler Naam speler
- Club Naam club
- Wed Aantal gespeelde wedstrijden
- Doelpunt

| Pos. | Speler | Club | Wed |   |
| ---- | ------ | ---- | --- | - |
| 1.   |        |      |     | 2 |